# Worcester (Südafrika)
Worcester ist eine Stadt in der Gemeinde Breede Valley, Distrikt Cape Winelands, Provinz Westkap in Südafrika. Sie ist Versorgungszentrum der umliegenden Wein- und Obstbaugebiete im Breede-River-Tal und Sitz der Gemeindeverwaltung. Die Stadt liegt in 223 Meter über dem Meeresspiegel an der Autobahn N1, die Kapstadt (121 Kilometer entfernt) und Johannesburg verbindet. 2011 hatte sie 97.098 Einwohner.
Worcester ist umschlossen von den Brandwacht- und Overhex-Bergen und Langeberg. Der Breede River und Hex River fließen auf beiden Seiten der Stadt. Der Hex River fällt nach regenarmen Sommern häufig trocken.

## Geschichte
1820 wurde der Worcester District als Sub-Drostdy von Tulbagh gegründet. Zwei Farmen, Langerug und Roodewal, wurden aufgekauft, um auf diesem Grundstück eine Stadt zu gründen. Die ersten 44 Parzellen wurden im Februar 1820 verkauft und 1822 wurde Worcester als eigenständige Drostei proklamiert, nachdem ein Sturm das Drostdy von Tulbagh zerstört hatte. Volles Stadtrecht erhielt sie 1842.
Benannt wurde die Stadt nach dem Marquis von Worcester, einem Bruder von Lord Charles Henry Somerset, dem damaligen Gouverneur der britischen Kapkolonie.

## Sehenswürdigkeiten
- die alte Drostei

An der Church Street liegen historische Häuser. Rund um den Church Square haben sich Künstler mit ihren Galerien angesiedelt, hier liegt ebenfalls der Garden of Remembrance mit seinen Monumenten.
- Kleinplasie-Freilichtmuseum an der Straße in Richtung Robertson

Hier wurden eine Farm des 18. Jahrhunderts, eine Voortrekker-Hütte und ein Lager der Khoikhoi detailgetreu aufgebaut. Das ländliche Leben zwischen 1700 und 1900 wird von Akteuren in historischen Kostümen während täglicher Vorführungen nachgestellt. Es werden z. B. Seife hergestellt, Korn gemahlen, Wolle gesponnen, Tabak gerollt und Hufeisen geschmiedet. Angegliedert ist auch ein Schlangenpark mit über 30 Schlangenarten, Leguanen und Krokodilen.
- KWV Brandy Cellar, eine Branntweinbrennerei und Kellerei, die zu den größten der Welt gehört.

Hier erfährt man alles über die Branntweindestillation. In der Region Worcester wird fast ein Viertel der südafrikanischen Traubenmenge geerntet. Viele der Trauben werden traditionell zu Branntwein verarbeitet.
- Karoo Desert National Botanical Garden, 154 Hektar groß, außerhalb der Stadt gelegen, davon 11 Hektar als Landschaftsgarten

Der botanische Garten ist einmalig in der südlichen Hemisphäre, da er sich auf sukkulente Pflanzen spezialisiert hat. Im südafrikanischen Frühling (August/September) blühen Tausende von einheimischen Sukkulenten und einjährigen Pflanzen. Gegründet wurde er ursprünglich 1921 in Matjiesfontein, zog ab 1945 nach Worcester um. Hier werden auch über 300 seltene und gefährdete Sukkulentenarten gezüchtet und vor dem Aussterben bewahrt. Die entsprechenden Gewächshäuser sind für den Publikumsverkehr nicht zugänglich. Für Blinde gibt es einen separaten Braille-Pfad von 1000 Meter Länge.

Karoo Desert National Botanical Garden
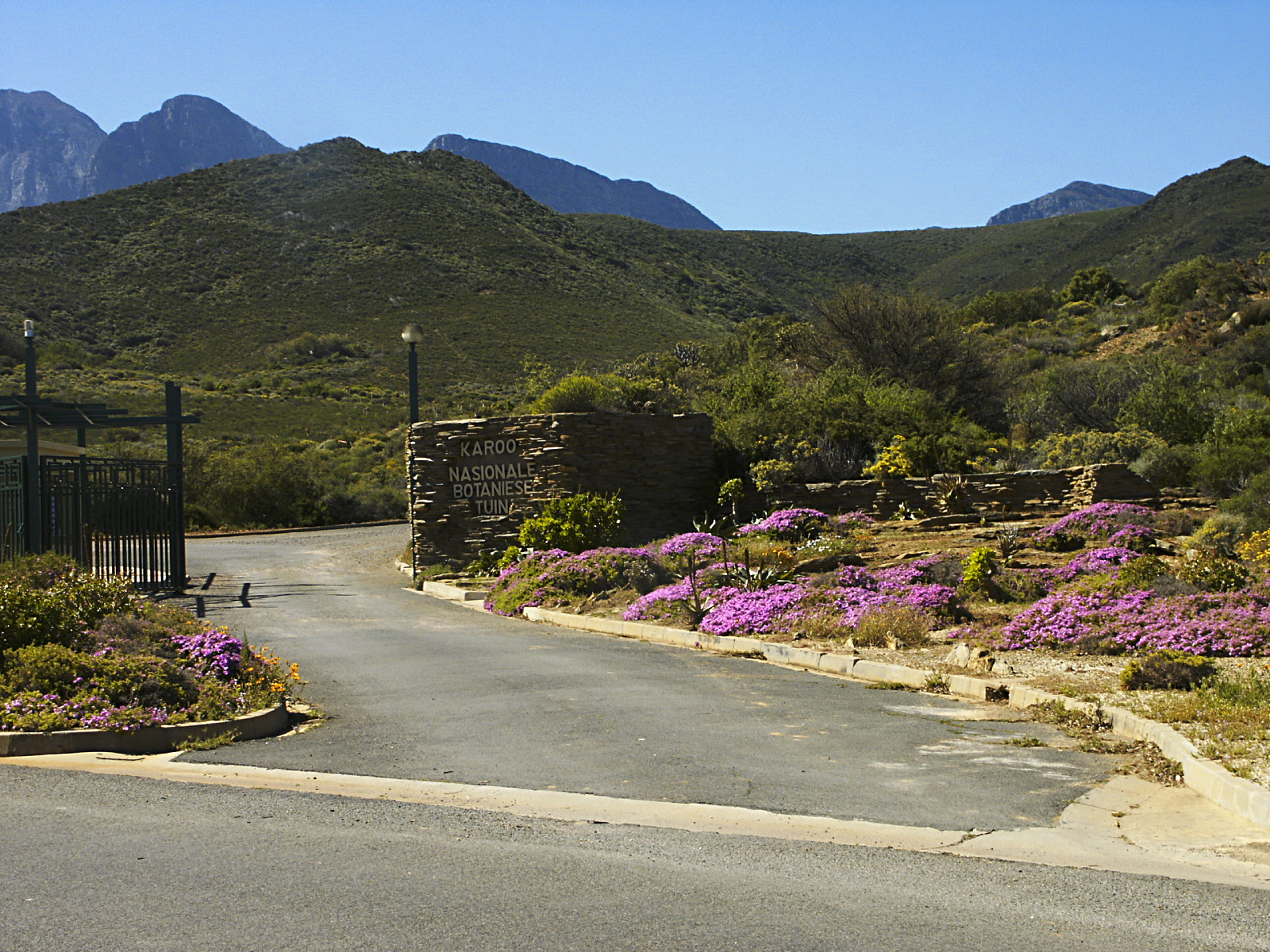
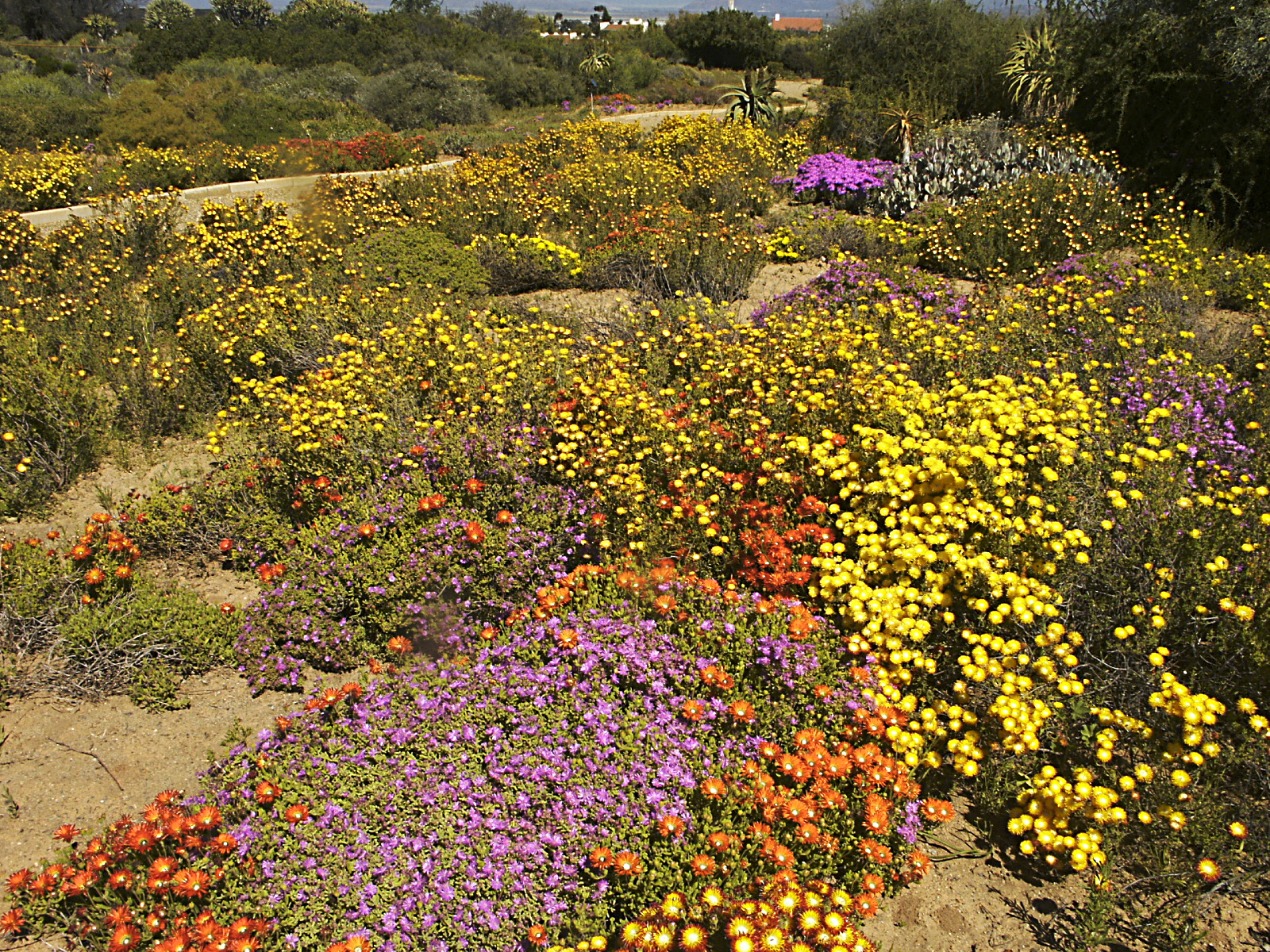
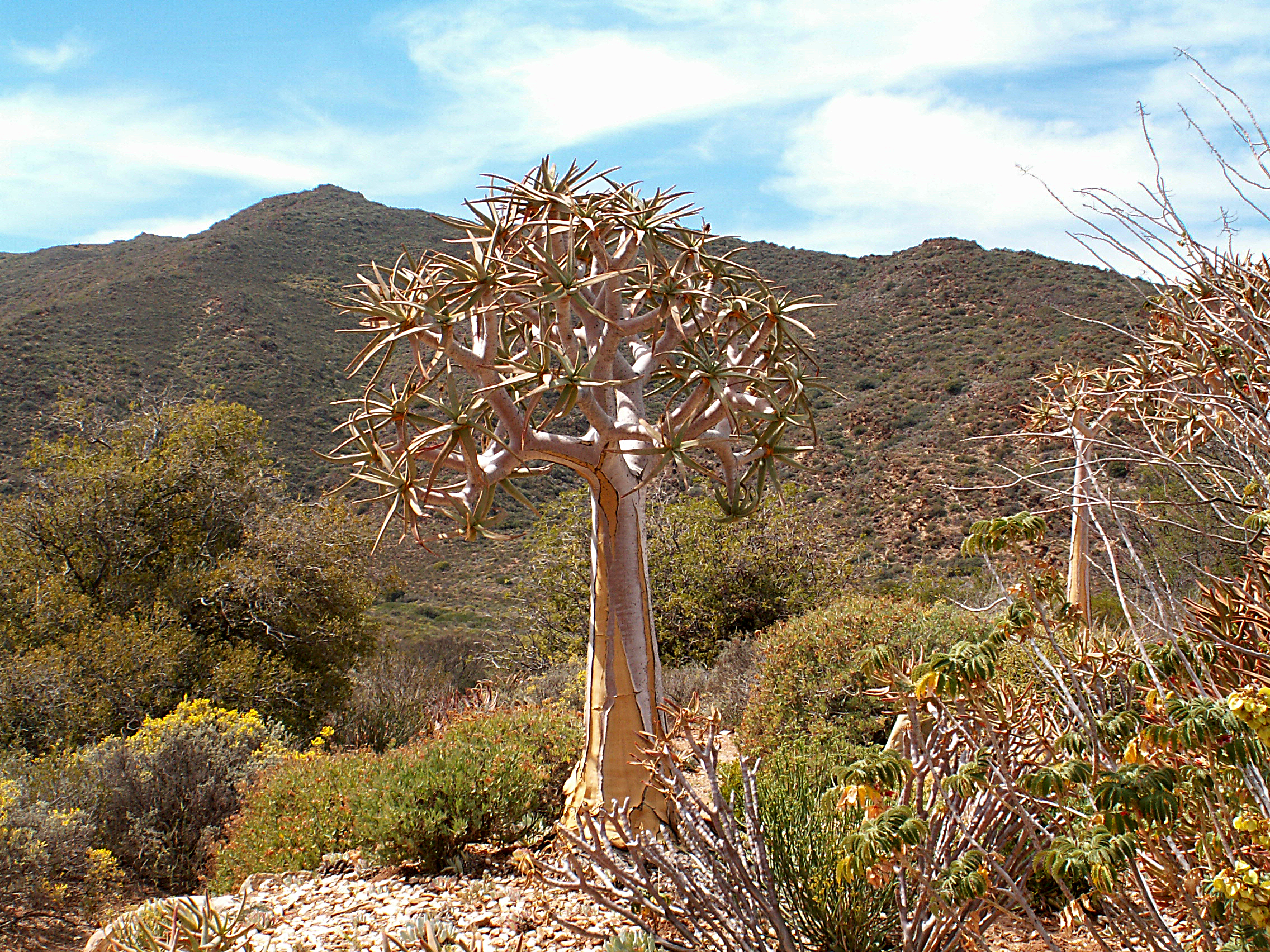

## Söhne und Töchter der Stadt
- Jacobus Petrus Jooste  (1868–1945), burischer Offizier und deutschsprachiger Autor
- Pieter Hugo Naudé (1869–1941), einer der führenden impressionistischen Maler Südafrikas
- C. Louis Leipoldt (1880–1947), Schriftsteller
- Stefanus François Naudé Gie (1884–1945), südafrikanischer Diplomat
- David Kramer (* 1951), südafrikanischer Sänger, Texter und Musicalkomponist
- Anne Landsman (* 1959), südafrikanische Schriftstellerin
- Wenda Nel (* 1988), Hürdenläuferin
- Jo-Ane van Dyk (* 1997), Speerwerferin
- Rogail Joseph (* 2000), Hürdenläuferin

## Weitere Persönlichkeiten
- J. M. Coetzee (* 1940): Der Schriftsteller und Literaturnobelpreisträger lebte als Kind in Worcester. Diese Kindheitserinnerungen beschreibt er in seinem Buch Der Junge. Eine afrikanische Kindheit (Originaltitel: Boyhood).
- Cromwell Everson, der Komponist der ersten Afrikaans-Oper Klutaimnestra (1967), war Lehrer in Worcester.